# Stazione di Bolzano Casanova
La stazione di Bolzano Casanova (in tedesco Bozen Kaiserau) è una fermata ferroviaria posta sulla linea Bolzano-Merano che serve il quartiere Casanova della città di Bolzano.

## Storia
I lavori sono terminati nell'autunno del 2013 ed è stata inaugurata il 20 ottobre 2013, mentre l'entrata in funzione è avvenuta il 15 dicembre 2013.

## Strutture e impianti
La fermata, situata nel quartiere di Casanova-Kaiserau e nelle vicinanze del quartiere Firmian, si inseriva all'interno del progetto comunale di potenziamento della mobilità urbana, aggiungendosi alle tre stazioni preesistenti denominate Stazione Centrale, Bolzano Sud-Fiera e Ponte d'Adige-Frangarto.
La stessa è stata costruita su un viadotto ferroviario posto a sei metri di altezza e consta di un unico binario lungo 150 metri e coperto. La sala d'attesa è riscaldata, dotata di monitor informativi e biglietterie automatizzate.
Vi fermano tutti i treni regionali svolti da Trenitalia nell'ambito del contratto di servizio stipulato con la Provincia autonoma di Bolzano.

## Servizi
- Biglietteria automatica
- Sala d'attesa

## Interscambi
- Fermata autobus SASA